# Keana
Keana è una città della Repubblica Federale della Nigeria appartenente allo Stato di Nassarawa. È capoluogo dell'omonima area a governo locale (local government area) che si estende su una superficie di 1.048 km² e conta una popolazione di 79.253 abitanti.